# ...E mi manchi tanto
...E mi manchi tanto è un brano musicale del 1973 del gruppo musicale Alunni del Sole, scritto da Paolo Morelli. La canzone fu presentata all'edizione di Canzonissima del 1973. Pubblicato nell'album omonimo e nel 45 giri ...E mi manchi tanto/I ritornelli inventati e nel 1975 nell'album Raccolta di successi .

## Il testo
L'autore, da qualcuno definito il poeta dell'amore, nel testo parla di sentimenti forse autobiografici, di quelle sensazioni da adolescenti con la ragazza che piaceva, di quelle passioni e quegli amori.  Il ricordo è la parola chiave, come spesso nei testi di Morelli, qualcosa che si sente il bisogno di raccontare, testi pervasi di malinconia.  Il brano parla di un addio prematuro e di un amore troppo breve raccontato con delicatezza e dolcezza. Il testo è accompagnato da musiche struggenti e suggestive.

## Cover
Nel 2013 Patty Pravo ha inciso una cover della canzone nell'album Meravigliosamente Patty.

## Formazione
- Paolo Morelli – voce solista, pianoforte
- Bruno Morelli - chitarra
- Giulio Leofrigio - batteria
- Giampaolo Borra - basso
- Arrangiamenti, direzioni d'orchestra Gian Piero Reverberi